# Gobernación de Karak
La gobernación de Al Karak (en árabe: محافظة الكرك‎ Muḥāfaẓaʰt al-Karak) es una de las gobernaciones de Jordania, localizada el centro-oeste de Amán, la capital del Reino de Jordania. Su capital es la ciudad de al Karak.

## División administrativa
La gobernación de Al Karak se subdivide internamente en siete áreas o nahiyas:
- Ayy
- Faqqu
- Al-Karak
- Al-Mazar al-Janubiyya
- Al-Mazra'a
- Al-Qasr
- Al-Safi

## Demografía
| Gráfica de evolución de Gobernación de Karak entre 1994 y 2020 |
|                                                                |

La población de la gobernación de Al Karak registraba 219 000 en 2006, es decir el 4% de la población de Jordania. Con el 60% de su población considerada menor de 24 años de edad.